# چما بلاسکو
خوزه ماریا بلاسکو اِچه‌گورن (باسکی: José María Blasco Echeguren; ۱۳ ژوئیهٔ ۱۹۴۱ – ۲۸ ژوئن ۲۰۲۴) با نام هنری چما بلاسکو (باسکی: Txema Blasco) دلقک و بازیگر اهل اسپانیا بود. وی بین سال‌های ۱۹۵۴ تا ۲۰۲۱ میلادی فعالیت می‌کرد و کارش را با بازی در چند فیلم کوتاه آغاز کرد. او دانش‌آموختهٔ رشته‌های روان‌شناسی و بازرگانی بود و سال‌ها به عنوان حسابدار یک شرکت مشغول به کار بود.
از فیلم‌ها یا برنامه‌های تلویزیونی که وی در آن نقش داشته است، می‌توان به دیار اجدادی، عقاب سرخ، گراند هتل، خانواده سرانو، بگو چطور شد، انگیزه‌های شخصی، پزشک خانوادگی، بیمارستان مرکزی، کشتار توأمان: خاموشی شهر سپید، اوبابا، بال‌های پروانه، سنجاب قرمز، گاوها، جهش به پوچی و زمین اشاره کرد.